# Incursión en Bir el Hassana
La Incursión en Bir el Hassana (Hasna) se produjo en la península del Sinaí en febrero de 1917, durante la Primera Guerra Mundial. Fue una acción menor entre un batallón reforzado del Imperial Camel Corps por un lado y una veintena de soldados turcos, más algunos beduinos armados, por el otro. La redada solamente es notable porque ocasionó la primera evacuación aeromédica en el ejército británico, y posiblemente, la primera de la historia.
El ataque fue el tercero de tres batallas, si se les puede denominar así, entre las fuerzas británicas que buscaban recuperar la península del Sinaí durante la campaña del Sinaí y Palestina en la Primera Guerra Mundial. La caballería y los camellos de la Fuerza Expedicionaria Egipcia (EEF) se movilizaron hacia el centro de la península del Sinaí para atacar y empujar las últimas guarniciones turcas de nuevo a Palestina.

## Antecedentes
Los buques británicos en la costa mediterránea y el Golfo de Aqaba vigilaban la carretera de la costa a través de El Arish, y la carretera de Ma'an, a través de Nekhl, al Canal de Suez. Las fuerzas otomanas continuaban ocupando la zona del camino central del sur del Sinaí desde El Kossaima hacia el Canal de Suez, incluyendo Bir el Hassana y Nekhl.

## La redada
El general británico Archibald Murray, comandante de la Fuerza Expedicionaria Egipcia, ordenó ataques simultáneos contra Nekhl y Bir el Hassana, que se encontraba a 40 millas (64 km) al norte de Nekhl, entre Gebel Helal y Gebel Yelleg. Tres columnas de caballería y camellos se movilizaron con el objetivo de atacar el 18 de febrero. Una columna partió de Serapeaum (posiblemente en las proximidades de Ismailía) y otro de Suez el 13 de febrero de 1917, con el fin de converger en Nekhl. El mayor J.R. Bassett, al mando del 2° Batallón británico, los Imperial Camel Corps y una batería de montaña de Hong Kong y Singapur, marcharon desde El Arish, a través de Magdhaba.
Esta columna alcanzó Lahfan el día 16, y el 17 avanzó desde Magdhaba. Al amanecer del día siguiente, rodearon la guarnición del ejército otomano en Bir el Hassana, que constaba de tres oficiales y otros 19 subalternos, reforzada por irregulares beduinos armados. Las tropas otomanas se rindieron, pero los beduinos dispararon contra los británicos, hiriendo el tobillo de un cabo. Unos de los turcos que se rindió fue Nur Effendi, quien había comandado la guarnición durante el infructuoso ataque británico a Maghara el 15 de octubre de 1916. Los británicos ocuparon Bir el Hassana y encontraron 21 fusiles, unos camellos y 2.100 cartuchos de municiones.
Tras la rendición de Bir el Hassana, las tropas de Bassett se encontraron en posición de capturar cualquier fuerza otomana que se retirara de Nekhl hacia Bir el Hassana.

## Evacuación aeromédica
Durante el ataque británico, una bala disparada por un beduino destrozó el tobillo del cabo McGregor. El 19 de febrero, la Royal Air Force trasladó a McGregor, con su pierna envuelta en una tablilla de madera, en el asiento del observador de un B.E.2c, un biplano biplaza, de la Royal Aircraft Factory. El vuelo a El Arish duró 45 minutos. La alternativa a la evacuación aérea era un cacolet (una especie de asiento) montado en un camello, que un historiador describió como "una forma exquisita de tránsito, por la agonía de los heridos a causa de la naturaleza del movimiento del animal". El viaje en un cacolet habría llevado días.

### Citas
1. ↑  Gullett (1941), p.246.
2. ↑  Cutlack (1941), p.53.
3. 1 2 3  Murray (1920), pp.112.
4. ↑  Falls (1930), Vol. 1, p.277.
5. ↑  Gullett (1941), pp.246–7.
6. 1 2  Dolev (1986), Vol. 132, pp. 34-36.
7. ↑  Dennis et al. (2008), p. 352.